# Fantasma in mare
Fantasma in mare (titolo originale Murder in the Submarine Zone nell'edizione inglese e Nine and Death Makes Ten o Murder in the Atlantic nell'edizione americana), è un romanzo poliziesco scritto da John Dickson Carr sotto lo pseudonimo di Carter Dickson. È l'undicesimo romanzo giallo che vede protagonista Sir Henry Merrivale, alias H.M. - detto il Vecchio.

## Trama
Settembre 1939: la guerra è scoppiata da poco e i viaggi via nave dagli Stati Uniti all'Inghilterra sono diventati pericolosi. Non c'è quindi da stupirsi che a bordo dell'Edwardic, in partenza da New York, si trovino solo otto passeggeri, tutti in prima classe. La nave trasporta anche un carico di esplosivi destinati all'esercito inglese e le misure di sicurezza sono ancora più stringenti di quanto normalmente avverrebbe su un transatlantico in tempo di guerra. Ciò nonostante, a bordo avviene un omicidio: una signora di origine turca viene ritrovata assassinata nella sua cabina. Al fotografo Max Matthews, che ha scoperto il cadavere, e a suo fratello, comandante della nave, il caso appare a prima vista semplicissimo: l'assassino ha infatti lasciato le sue impronte digitali nelle macchie di sangue sulla scena del crimine. Ma quando vengono confrontate con le impronte di tutti i passeggeri e dei membri dell'equipaggio, si scopre che non combaciano con quelle di nessuno dei presenti a bordo. La nave viene frugata da cima a fondo, ma non si trova traccia di un eventuale clandestino. Il problema appare di difficile soluzione. Fortunatamente, però, sulla nave viaggia in incognito un nono passeggero, che altri non è se non Sir Henry Merrivale, il Vecchio, con la sua lunga esperienza di investigatore su delitti "impossibili". Sarà lui, rischiando anche di rimanere ucciso, a risolvere il mistero, in un'atmosfera carica di tensione mentre la nave cerca di sfuggire ai sottomarini tedeschi e ad arrivare in Inghilterra.

## Personaggi principali
- Francis Matthews - comandante del transatlantico Edwardic
- Max Matthews - suo fratello, fotografo
- Estelle Zia Bey - viaggiatrice turca
- John Lathrop - funzionario della procura distrettuale
- Dottor Reginald Archer - medico
- Pierre Benoit - ufficiale dell'esercito francese
- Valerie Chatford - giovane ficcanaso
- Jerome Kenworthy - ricco sfaccendato
- George Hooper - viaggiatore di commercio
- Griswold - commissario di bordo dell'Edwardic
- Cruikshank - terzo ufficiale dell'Edwardic
- Sir Henry Merrivale - il Vecchio

## Edizioni
- Carter Dickson, Fantasma in mare, traduzione di Mauro Boncompagni, collana Classici del Giallo n. 1368, Arnoldo Mondadori Editore, 2015,  p. 210.